# Wladimir Jeliferjewitsch Nakorjakow
Wladimir Jeliferjewitsch Nakorjakow (russisch Владимир Елиферьевич Накоряков; * 26. Juli 1935 in Odessa; † 1. April 2018 in Nowosibirsk) war ein sowjetischer Physiker und Hochschullehrer.

## Leben
Nakorjakows Vater wurde während des Großen Terrors 1937 erschossen. Nakorjakow wuchs in Petrowsk-Sabaikalski auf.
Nakorjakow studierte am Tomsker Technologie-Institut (TTI) mit Abschluss 1958. Es folgte die Aspirantur (1959–1962) im Transport-Energie-Institut der Westsibirischen Filiale der Akademie der Wissenschaften der UdSSR (AN-SSSR, seit 1991 Russische Akademie der Wissenschaften (RAN)). Er arbeitete dann dort und im Institut für physikalisch-chemischen Grundlagen der Entwicklung der mineralischen Rohstoffe in Nowosibirsk. 1964 wurde er mit seiner Arbeit über den Einfluss von Schallwellen auf den Wärme- und Stofftransport zum Kandidaten der technischen Wissenschaften promoviert.
1965 wurde Nakorjakow wissenschaftlicher Mitarbeiter des Instituts für Thermophysik der Sibirischen Abteilung (SO) der AN-SSSR in Nowosibirsk. 1971 wurde er mit seiner Dissertation über Wärmestofftransport im Schallfeld zum Doktor der technischen Wissenschaften promoviert. 1972 wurde er Mitglied der KPdSU. 1976 folgte die Ernennung zum Professor und zum Vizedirektor des Instituts (bis 1982). Er leitete Lehrstühle der Staatlichen Universität Nowosibirsk (NGU) und der Staatlichen Technischen Universität Nowosibirsk. 1981 wurde er zum Korrespondierenden Mitglied der AN-SSSR gewählt. 1982–1985 war Nakorjakow nach Anatoli Pantelejewitsch Derewjanko Rektor der Staatlichen Universität Nowosibirsk. Sein Nachfolger war Juri Leonidowitsch Jerschow. 1985–1990 war Nakorjakow Vizevorsitzender des Präsidiums der SO der AN-SSSR.
1986–1997 war Nakorjakow Direktor des Instituts für Thermophysik der SO der AN-SSSR in Nowosibirsk, das seit 1994 den Namen Samson Semjonowitsch Kutateladses trägt. 1987 wurde er zum Vollmitglied der AN-SSSR gewählt.
Nakorjakow trug wesentlich zu den physikalisch-technischen Grundlagen der Energietechnik bei. Forschungsschwerpunkte waren die Hydrodynamik und die Wärmetransportvorgänge in Gas-Flüssigkeitsströmungen, die Wellendynamik in zweiphasigen Medien, instationäre Prozesse in vielphasigen Systemen, konvektive Wärme-Masse-Transportvorgänge in porösen Medien und die Wärme- und Massenübertragung bei der Verbrennung. Später wandte er sich theoretisch und experimentell den Brennstoffzellen und der Wasserstoffgewinnung zu. Er legte die Grundlagen für die Theorie der Absorptionswärmepumpen. Er wies Wege zu einer ökologisch-sauberen Energietechnik und zur Energieeinsparung. Zusammen mit Jakow Borissowitsch Seldowitsch und Samson Semjonowitsch Kutateladse beobachtete er 1986 die Bildung von Verdünnungsstoßwellen.
Nakorjakow war vier Jahre lang Experte im Nobelkomitee für Physik und Chemie. Er war Vollmitglied der Ingenieursakademie der Russischen Föderation und der International Energy Academy (IEA). Er war Mitglied des Expertenrats des von der Zeitschrift  Expert durchgeführten Wettbewerbs der russischen Innovationen. Er war Mitherausgeber von 10 internationalen und russischen Fachzeitschriften und Herausgeber des Journal of Engineering Thermophysics. Er war Mitglied der Union der Journalisten Russlands.

## Ehrungen, Preise
- Ehrenzeichen der Sowjetunion (1970)[3]
- Orden des Roten Banners der Arbeit (1982)[3]
- Staatspreis der UdSSR im Bereich Wissenschaft und Technik (1983)[10]
- Staatspreis der RSFSR im Bereich Wissenschaft und Technik (1990)[3]
- Verdienstorden für das Vaterland IV. Klasse (1999)[11], III. Klasse (2016)[12]
- Orden der Freundschaft (2007)[13]
- Global Energy Prize (2007) für das Projekt "Physikalisch-technische Grundlagen der Energietechnik – Hydrodynamik und Wärmeaustausch, Nicht-stationäre- und Wellenprozesse in Multiphase Medien"
- Preis der Regierung der Russischen Föderation im Bereich Wissenschaft und Technik (2013)[14]